# Miltiades Manno

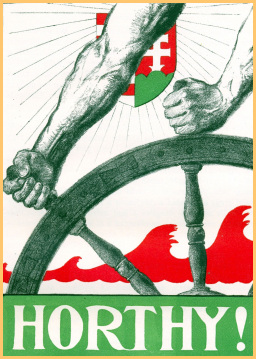
Plakat von Manno (ohne Jahr)

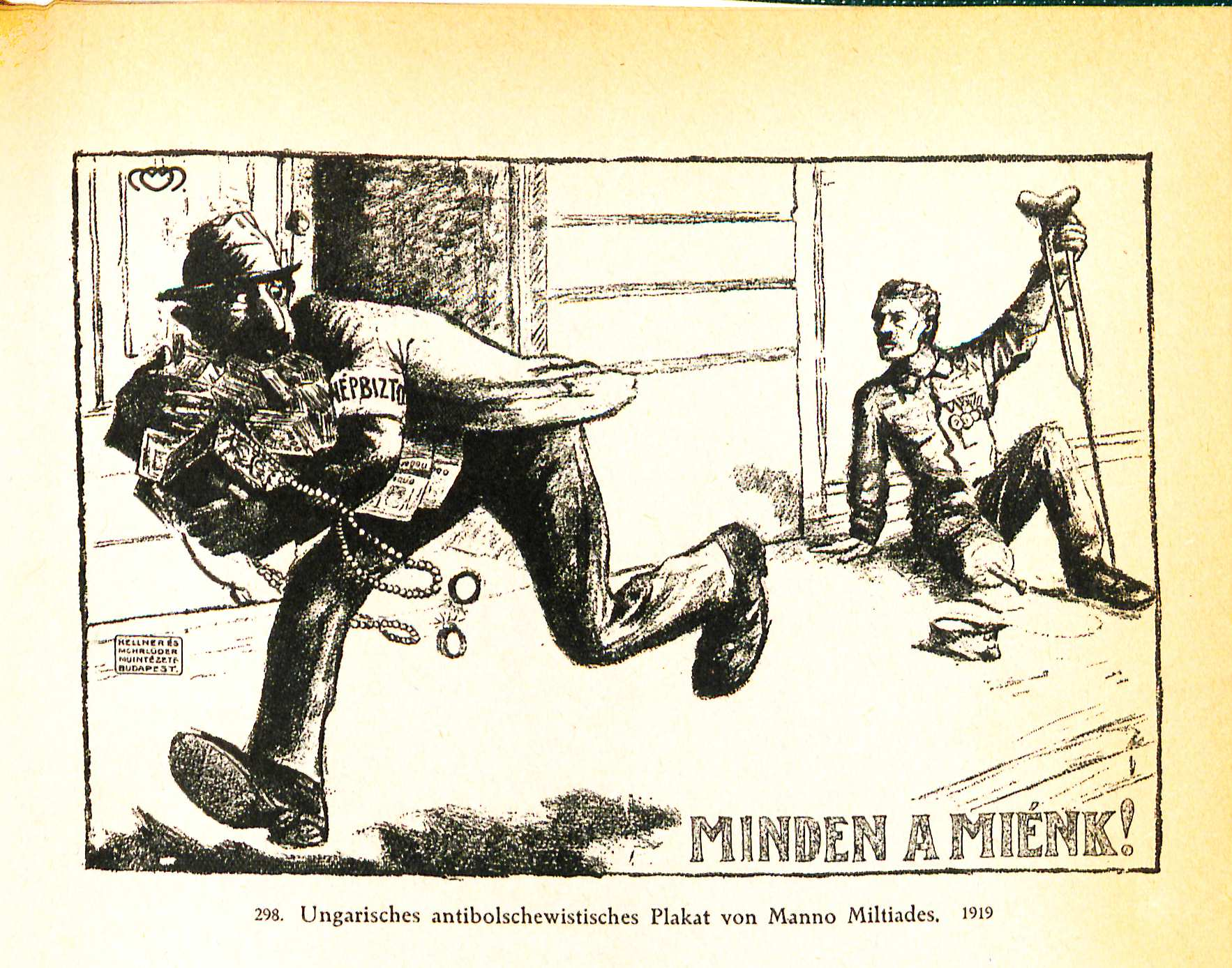
Plakat von Manno (1919), aus: Eduard Fuchs: Die Juden in der Karikatur, 1921, S. 297

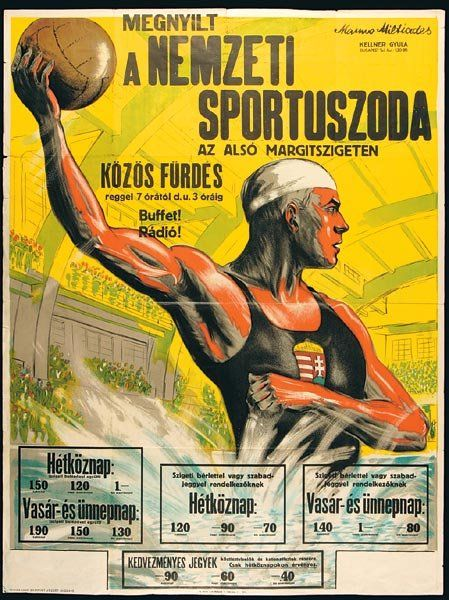
Plakat von Manno (1930)

Miltiades Manno (geboren 3. März 1879 in Pančevo, Österreich-Ungarn; gestorben 16. Februar 1935 in Budapest) war ein ungarischer Künstler und Sportler.

## Leben
Miltiades Manno erwies sich im Laufe seines Lebens als ein Allroundsportler und als ein vielseitiger Künstler. Im Jahr 1901 wurde er als Fußballspieler mit dem Budapesti Torna Club ungarischer Meister und war in der Saison auch ungarischer Torschützenkönig, dasselbe erreichte er mit dem Club auch im Jahr 1902. Bei den Olympischen Sommerspielen in Stockholm saß er im Achter, der allerdings schon in den Vorläufen ausschied. Die Regattastrecke ließ nur zwei Boote je Lauf zu.
Manno studierte unter anderem 1907 Zeichnen bei Angelo Jank an der Akademie der Bildenden Künste München.
1928 entwarf Manno das Wappen des Fußballklubs Ferencváros Budapest. Die Hauptfigur des Wappens ist ein Bronzeadler, welcher in den Krallen einen Fußball hält. Manno nahm 1932 mit der Plastik Ringkampf an den Kunstwettbewerben der Olympischen Sommerspiele in Los Angeles teil und gewann im Wettbewerb „Rundplastiken“ die Silbermedaille.
Als Plakatmaler malte er für die Bedürfnisse des autoritär geführten ungarischen Staates unter Miklós Horthy. Auch als Karikaturist verhielt er sich an den herrschenden Zeitgeist angepasst und bediente den Antisemitismus in der ungarischen Bevölkerung.